# Julian Savea
Sio Julian Savea (Wellington, 7 agosto 1990) è un rugbista a 15 neozelandese, tre quarti ala degli Hurricanes in Super Rugby e di Wellington in Mitre 10 Cup, campione del mondo 2015 con gli All Blacks.

## Biografia
Nato a Wellington da genitori samoani, Savea crebbe con la sua famiglia nel quartiere cittadino di Berhampore e successivamente compì gli studi superiori a Kilbirne e infine a Strathmore, altri sobborghi della capitale neozelandese; fu presenza regolare, insieme a suo fratello Ardie, delle giovanili del Rongotai Rugby Club dove si formò atleticamente e tecnicamente.
Nel 2008 entrò nelle giovanili della franchise professionistica di Wellington, gli Hurricanes, fu convocato nella squadra nazionale Under-18 e l'anno successivo scese in campo per la Nazionale maggiore Seven, oltre a disputare il campionato mondiale giovanile in Argentina con la Under-20.
Del 2012 è l'esordio con gli All Blacks, ad Auckland contro l'Italia, e la di fatto promozione a titolare fin da allora, con la partecipazione a tre Championship consecutivi dal 2012 al 2014 e altrettanti tour in Europa nello stesso periodo; nel 2014 è stato nominato tra i cinque prescelti per il titolo di miglior giocatore World Rugby dell'anno, poi andato al suo connazionale Brodie Retallick.
Nel 2015 fu finalista di Super Rugby contro gli Highlanders, poi vincitori del trofeo e fu convocato alla Coppa del Mondo di rugby 2015 in Inghilterra, al termine della quale si laureò campione del mondo.

## Palmarès
- Coppe del mondo: 1
Nuova Zelanda: 2015
- Super Rugby: 1
Hurricanes: 2016